# Daydream Believer
Daydream Believer è un brano musicale del 1967 dei The Monkees scritto da John Stewart e pubblicato nel singolo Daydream Believer/Goin' Down; è stato poi inserito nell'album The Birds, The Bees & The Monkees. Il singolo raggiunse il primo posto nella classifica Billboard Hot 100 nel dicembre 1967, rimanendovi per quattro settimane. Nella Official Singles Chart, classifica musicale britannica, invece, raggiunse il quinto posto. Il brano è stato oggetto di diverse cover.

## Formazione
- Davy Jones - voce
- Micheal Nesmith - chitarra
- Micky Dolenz -  batteria, cori
- Peter Tork - basso, pianoforte

## Classifiche
| Classifica (1967-1968)                    | Posizione massima |
| ----------------------------------------- | ----------------- |
| Australia (classifica Go-Set)             | 2                 |
| Austria (Austrian Singles Chart)          | 7                 |
| Belgio (Fiandre)                          | 8                 |
| Canada RPM Top Singles                    | 1                 |
| Finlandia (Suomen virallinen)             | 15                |
| Irlanda (Irish Singles Chart)             | 1                 |
| Giappone (Oricon Singles Chart)           | 4                 |
| Nuova Zelanda (Listener)                  | 1                 |
| Norvegia (VG-LISTA Singles Chart)         | 2                 |
| Regno Unito (UK Singles Chart)            | 5                 |
| Sudafrica (Springbok Radio)               | 1                 |
| Stati Uniti d'America (Billboard Hot 100) | 1                 |
| Svizzera (Swiss Singles Chart)            | 10                |